# Arik-Brauer-Haus

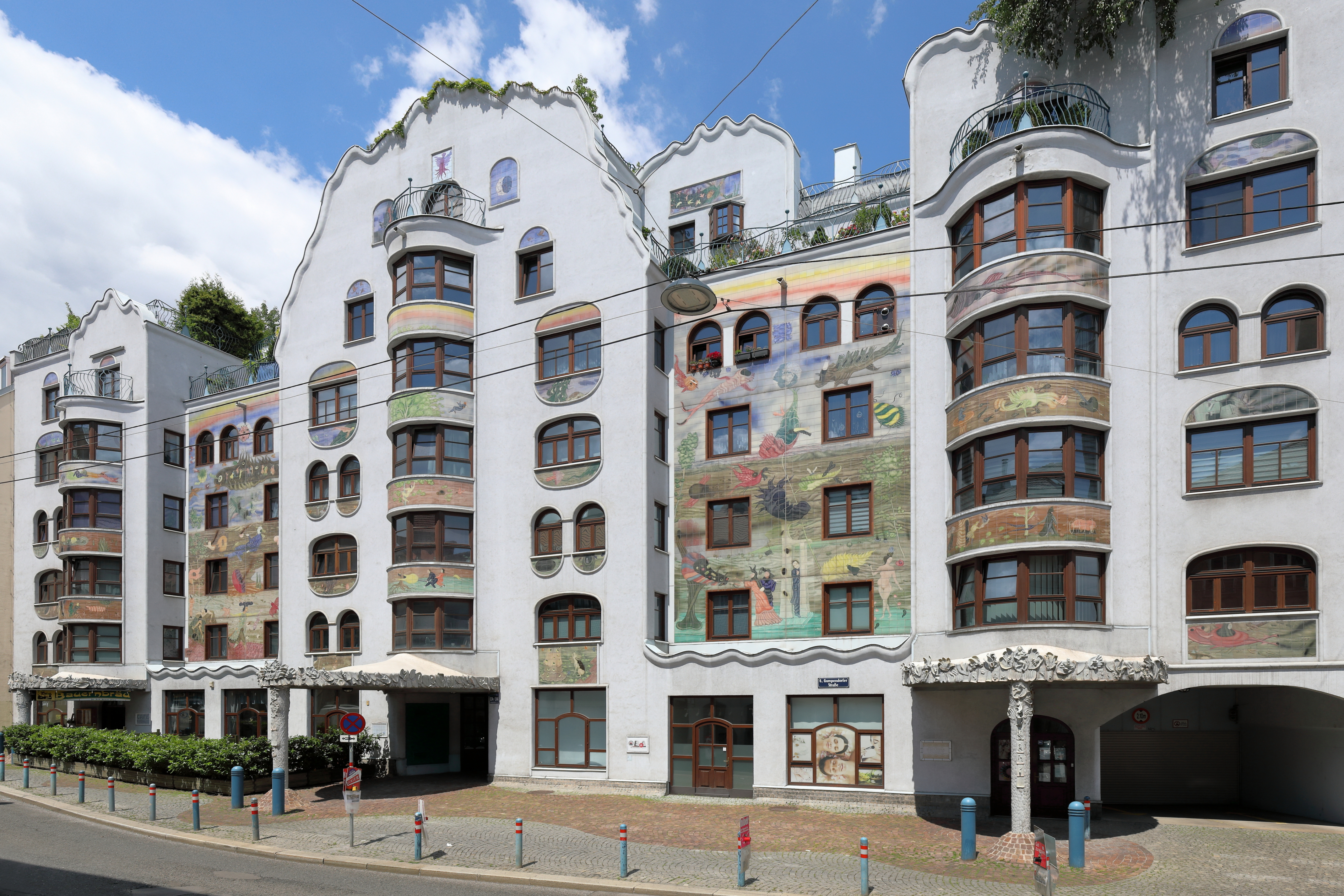
Arik-Brauer-Haus

Das Arik-Brauer-Haus (auch: Brauer-Haus) ist ein von 1991 bis 1994 errichtetes Wohnhaus im 6. Wiener Gemeindebezirk Mariahilf in der Gumpendorfer Straße 134–138. Die künstlerische Gestaltung im Stil des Phantastischen Realismus übernahm Arik Brauer, ausführender Architekt war Peter Pelikan.

## Geschichte und Baudaten
1991 wurde Arik Brauer beauftragt, ein von der gemeinnützigen Wohnungsbaugenossenschaft GESIBA neu zu errichtendes Wohnhaus in der Gumpendorfer Straße künstlerisch zu gestalten. Gemeinsam mit dem Architekten Peter Pelikan, der bereits bei mehreren Häuserprojekten von Friedensreich Hundertwasser mitgearbeitet hatte, entwarf Brauer das sechsstöckige Gebäude. Baubeginn war der 31. Oktober 1991, und nach mehr als zweijähriger Bauzeit wurde das nach seinem Schöpfer Arik-Brauer-Haus genannte Wohnhaus am 22. April 1994 durch den Wiener Bürgermeister Helmut Zilk seiner Bestimmung übergeben.
Das Haus umfasst 33 Wohneinheiten (geförderte Mietwohnungen) und drei Geschäftslokale, die derzeit unter anderem von einem Restaurationsbetrieb und einem Hunde-Salon genutzt werden. Auch im Restaurationsbetrieb ist teilweise die Handschrift von Arik Brauer erkennbar. So wurde etwa die Bar des an den Bierbrauerei-Betrieb angeschlossenen Café vom Künstler gestaltet und von diesem „Café Musenkuss“ genannt. Die Baukosten betrugen umgerechnet rund 5,1 Millionen Euro, wobei mit fast 2 Millionen Euro mehr als ein Drittel der Summe von der öffentlichen Hand aus den Mitteln der Wiener Wohnbau- und Kunstförderung getragen wurde.

## Gestaltung
Arik Brauers künstlerische Gestaltung des Hauses reicht von der Außenfassade über den Innenhof und die Stiegenhäuser bis in die einzelnen Wohneinheiten und den Gastronomiebetrieb. Die Straßenfassade in der Gumpendorfer Straße zeigt zwei Bilder, die sich aus zahlreichen Fliesen zusammensetzen und in Summe rund 150 m² groß sind. Laut dem Künstler stellt das Bild Das Ringen um Harmonie dar. Im Eingangsbereich befinden sich ein Deckengemälde und zwei Aquarien, auch die Gänge und Stiegenhäuser wurden künstlerisch gestaltet. Die Oberlichter der Wohnungstüren sind bemalt, die Badezimmer wurden, wenn von den Mietern gewünscht, mit Fliesenbildern versehen.
Da sich das Haus im dicht verbauten Mariahilfer Bezirksteil Gumpendorf befindet und sich in der näheren Umgebung keine größeren Parkanlagen oder ähnliche Grünflächen befinden, wurde auch auf begrüntes Wohnen viel Wert gelegt. Die Dachgeschoßwohnungen verfügen über Dachgärten, die Gänge in den einzelnen Stockwerken wurden mit Grünpflanzen ausgestaltet, und im Innenhof befinden sich Grünanlagen, ein kleines Biotop und ein Brunnen.